# ロッシュ・ハアイン
ロッシュ・ハアイン（ヘブライ語: רֹאשׁ הָעַיִן）は、イスラエル中央地区に位置する都市である。
都市の名前は「水源」という意味である。理由はヤルコン川の水源である。

## 歴史
イギリス委任統治の時、英国人はロッシュ・ハアインの付近に大切な軍の基地を作った。
1949年、イエメンから来たユダヤ人のために難民キャンプとして新しい都市がつくられた。

## 教育
初等教育機関、中等教育機関、宗教学校など27の教育機関がある。これら学校に約1万399人の学生が在籍(2020)。